# Tanfärgad
Tanfärgad är ett färgord som kommer från det engelska ordet för solbränna och syftar på ljusbruna nyanser. Termen används i samband med solarier och metoder för att ge konstgjord solbränna genom infärgning av huden med spray, och används även inom mode  och för färgbeskrivning av djur, till exempel hundar.
I webbfärgkartan X11 finns en färg Tan, vars koordinater syns i boxen härintill.